# Honda City
El Honda City, es un automóvil del segmento B producido por el conocido fabricante japonés Honda desde el año 1981. El City se fabrica en Suzuka, Japón; en Cantón (Guangzhou), China; en Ayutthaya, Tailandia, y en Karawang, Indonesia. También se fabricó en Argentina por un corto período en la planta de Campana.
Existen cinco generaciones del City, puestas a la venta en los años 1981, 1986, 1996, 2001 y 2009. La mayoría de ellas existió con carrocerías sedán de cuatro puertas ("City" o "Fit Aria") y hatchback de tres o cinco puertas ("Fit" en América, China y Japón, "Jazz" en África, Europa, Medio Oriente, Oceanía y el resto de Asia). La primera generación también se ofrecía con una variante descapotable de dos puertas, y la cuarta se vende con carrocería familiar de cinco puertas ("Airwave").

## Primera Generación (AA/FV/FA; 1981)
El primer Honda City (AA para sedán, VF para camionetas y FA para Turbo II y Cabriolets más anchos) se introdujo en noviembre de 1981 con el innovador diseño "Tallboy"; de altura inusual, permitía que cuatro adultos cupieran cómodamente en el City muy bajo (menos de 11,2 pies). Producido como un hatchback de 3 puertas en una variedad de niveles de equipamiento, el City también estaba disponible junto con el Motocompo , una scooter especial 'plegable' de 50 cc con 2,5 caballos (2,5 CV) diseñada para caber en el pequeño maletero ("baúl") de la City; Llamada bicicleta baúl, Honda llamó a este tipo de scooter trabai. En el momento de su introducción, era el automóvil más pequeño de Honda, aunque no cumplía con las regulaciones kei del gobierno japonés. Era más largo que el Honda N360 por 383 milímetros (15,1 in), pero más corto que el Honda Civic de primera generación por 171 milímetros (6,7 in).
El Honda City Turbo se introdujo en septiembre de 1982. Estaba propulsado por una versión turboalimentada del motor Honda ER de 1231 cc. Un Cabriolet descapotable diseñado por Pininfarina utilizaba los guardabarros más anchos y los parachoques más grandes del Turbo II "Bulldog", pero solo estaba disponible con el motor de aspiración natural de 67 CV (49 kW). También había una serie Pro de versiones de furgonetas con dos o cuatro asientos. También apareció una versión de techo alto "R Manhattan Roof" con un techo 10 centímetros (3,9 in) más alto.
Las exportaciones del City se realizaron principalmente a Europa (donde pasó a llamarse Honda Jazz, debido a que Opel había registrado el nombre del City), Australia (en forma de 'furgoneta' de dos plazas, para eludir las restricciones de importación australianas sobre vehículos de pasajeros en ese momento) y Nueva Zelanda (donde se ensambló localmente). La producción terminó a fines de 1986 con la introducción del City tipo GA.

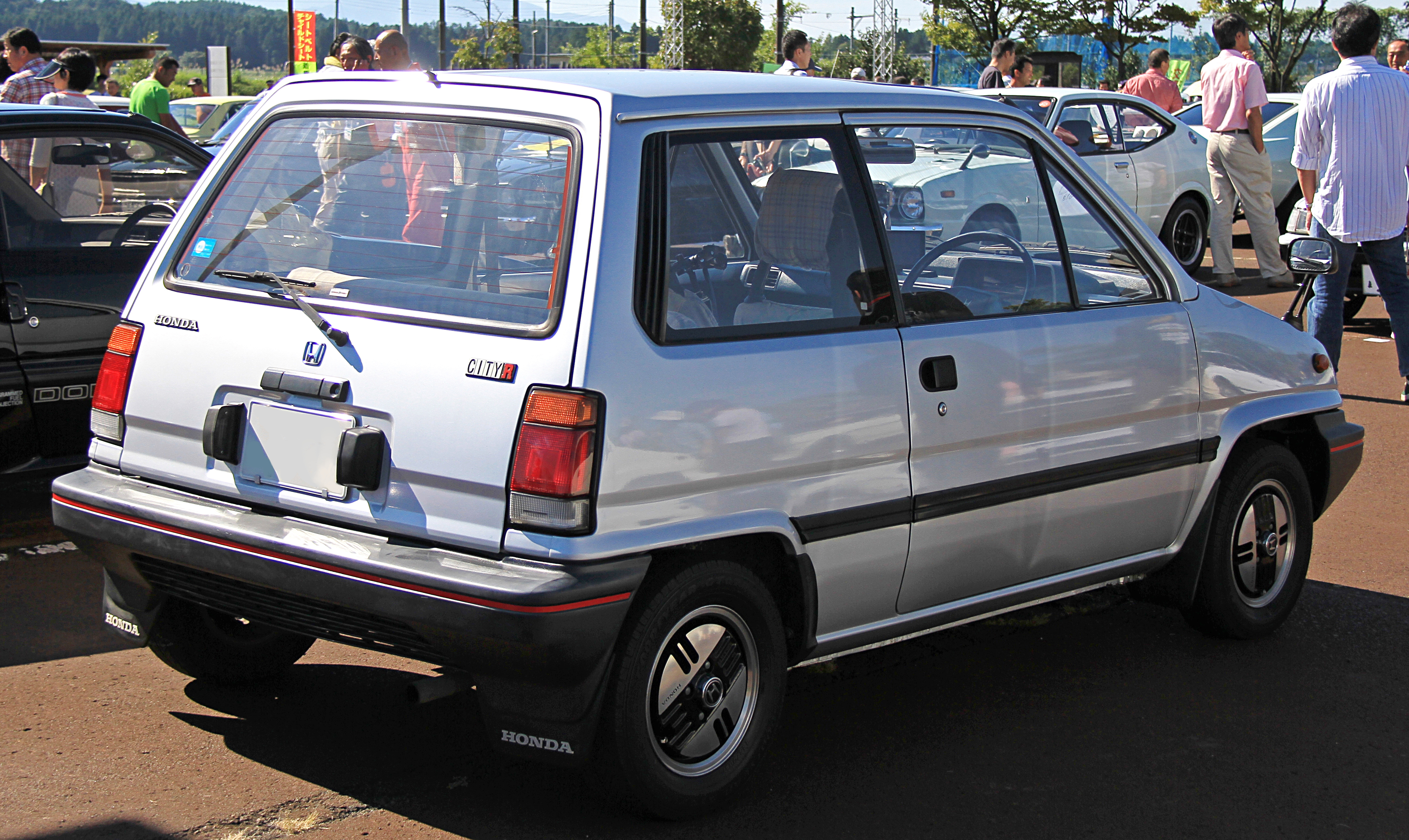
1983 Honda City R (rear view)
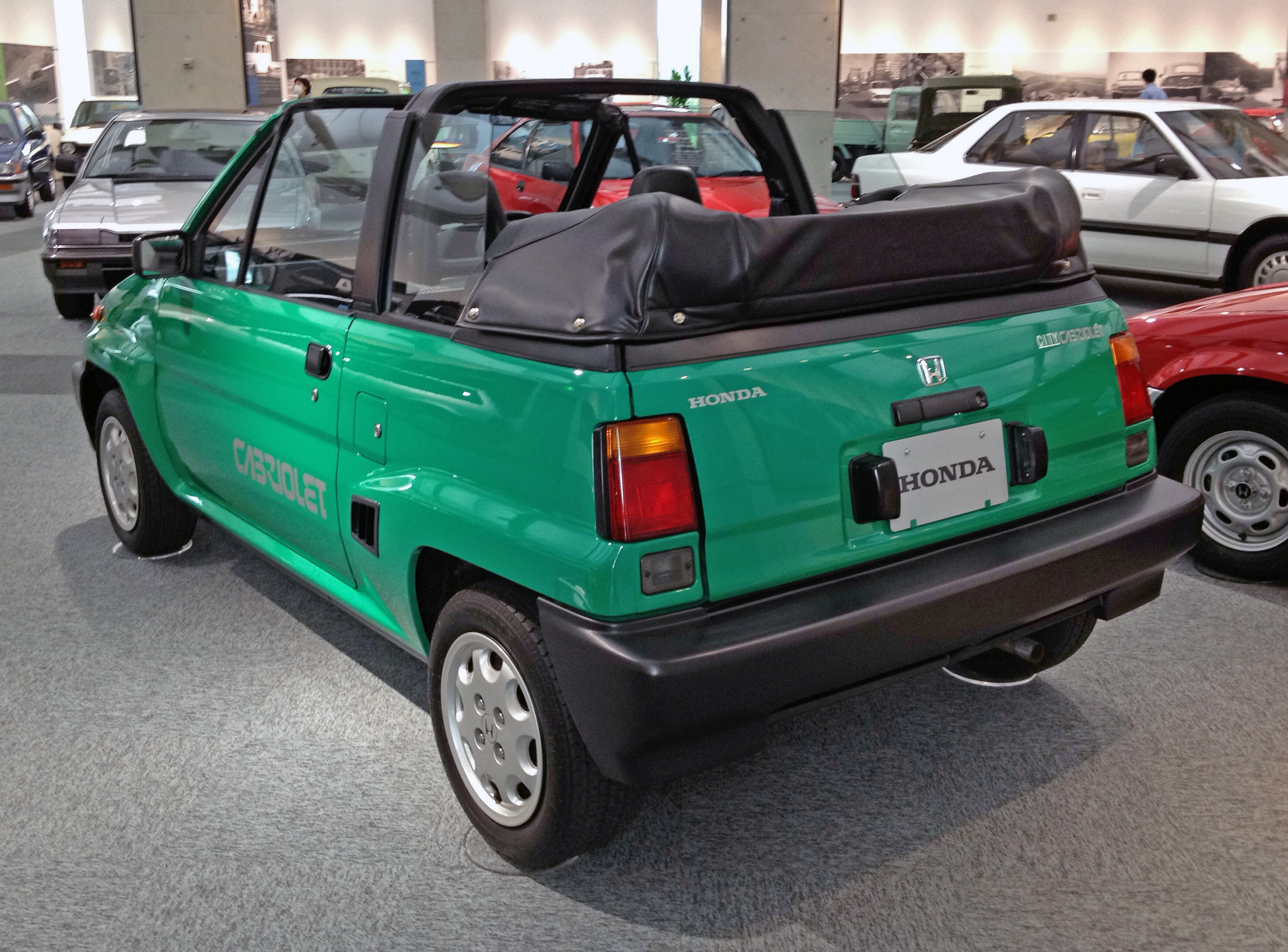
Honda City Cabriolet
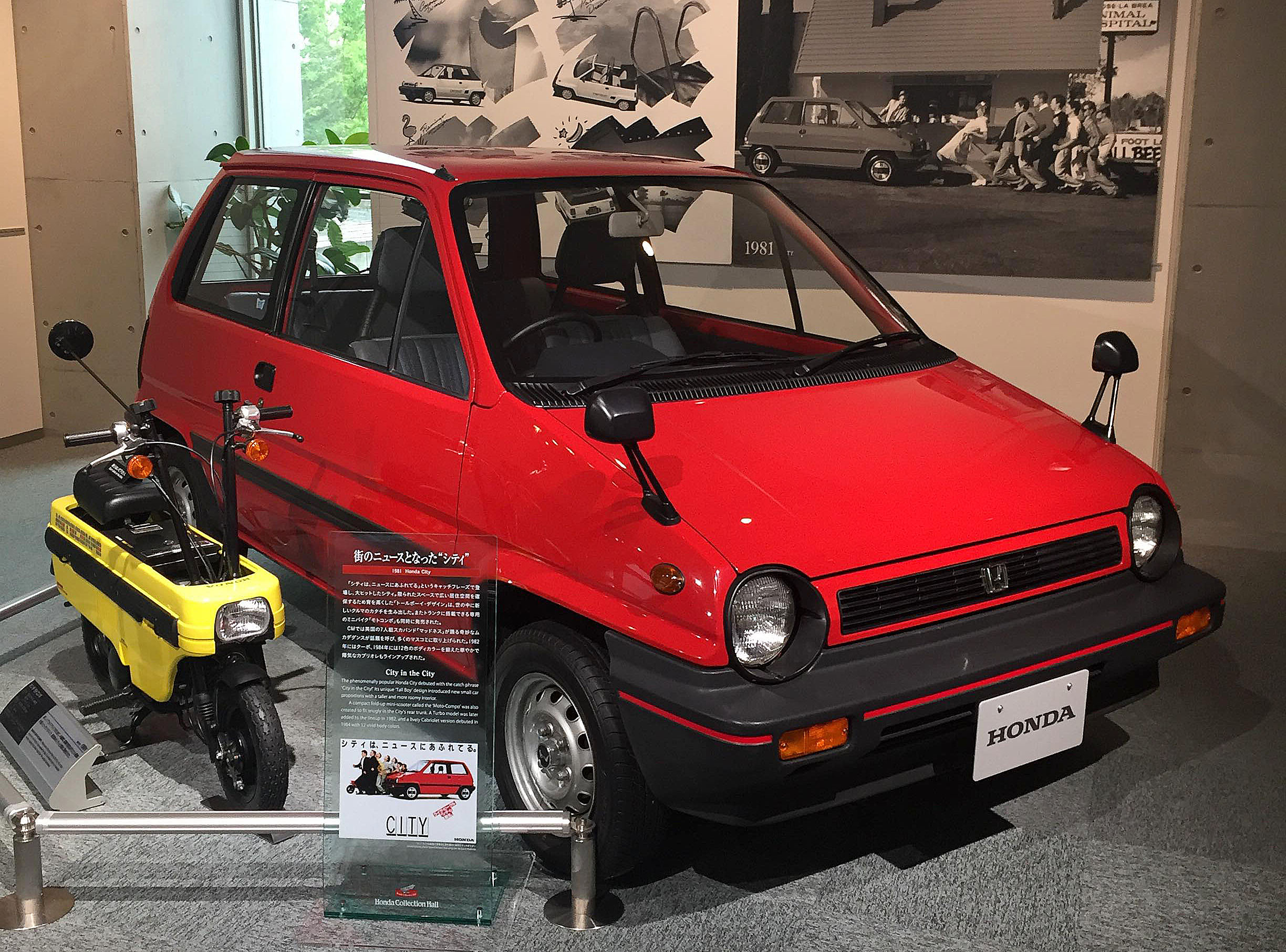
Honda City and Motocompo display at Honda Collection Hall in Motegi

## Segunda generación
A diferencia de la versión posterior este no posee una parrilla frontal cromada y una toma de aire para el radiador de color negro este auto posee muy poca diferencia con el Honda City de la tercera generación

## Tercera generación
Consiste en el Honda City 2013 
Características técnicas: 
Posee un motor IV-TEC de doble árbol de levas de 118 HP posicionado en el eje delantero. Consta de cuatro cilindros y dieciséis válvulas (cuatro por cilindro) como ya es habitual en la marca tiene un sistema de ahorro de combustible (ECO) que se activa a bajas revoluciones (menos de 40 km/h). Aparte de esto el interior no recibe cambios importantes salvo las luces del tacómetro y los asientos, con el clásico cinturón de seguridad de 3 puntos. 
En el exterior, el City 2013 tiene una parrilla cromada y una toma de aire de color negro para el radiador. Sus luces delanteras han cambiado muy poco, ahora poseen luces de estacionar, luces de marcha diurna y nocturna así también como faros antiniebla y a diferencia de otros autos su motor es más ruidoso pese a no tener turbocompresores ni un motor de 6 cilindros 
La versión "full extra" tiene asientos de cuero, control de velocidad crucero, sistema de estabilidad automática, cambios con paleta detrás del volante, un motor con más potencia, nuevos sistemas electrónicos y números en el tablero que ayudan a identificar en que marcha se encuentra el automóvil.

## Cuarta generación
La cuarta generación tiene motor delantero transversal y existe con tracción delantera y tracción a las cuatro ruedas. Sus motores son un gasolina de cuatro cilindros en línea 1.2 litros de cilindrada y 78 CV de potencia máxima, un 1.3 litros de 84 CV, un 1.5 litros de 89 o 109 CV; en Brasil, los más recientes funcionan con gasolina y etanol indistintamente.
Diseñado de manera más aerodinámica y con una parrilla que resalta la característica H de Honda este automóvil es un gran salto a la modernidad de la marca. 
El 2014 trae una pantalla táctil LED, por primera vez el City tiene un botón que se activa a voluntad del conductor que economiza combustible a bajas revoluciones (menos de 40 km/h). 
Como extras, los clásicos asientos de cuero y el control de velocidad crucero. 
Al igual que su predecesor monta un motor de doble árbol de levas, solo que este es más potente que el anterior.

## Quinta generación
La quinta generación del City se presentó oficialmente en el Salón del Automóvil de Tokio de 2007 y se puso a la venta a fines de ese año. Los dos motores gasolina son un 1.3 litros de 99 CV y un 1.5 litros de 120 CV.
Se conoce como quinta generación del Honda City a los automóviles que fueron fabricados entre 2012 y 2014.

## Séptima generación

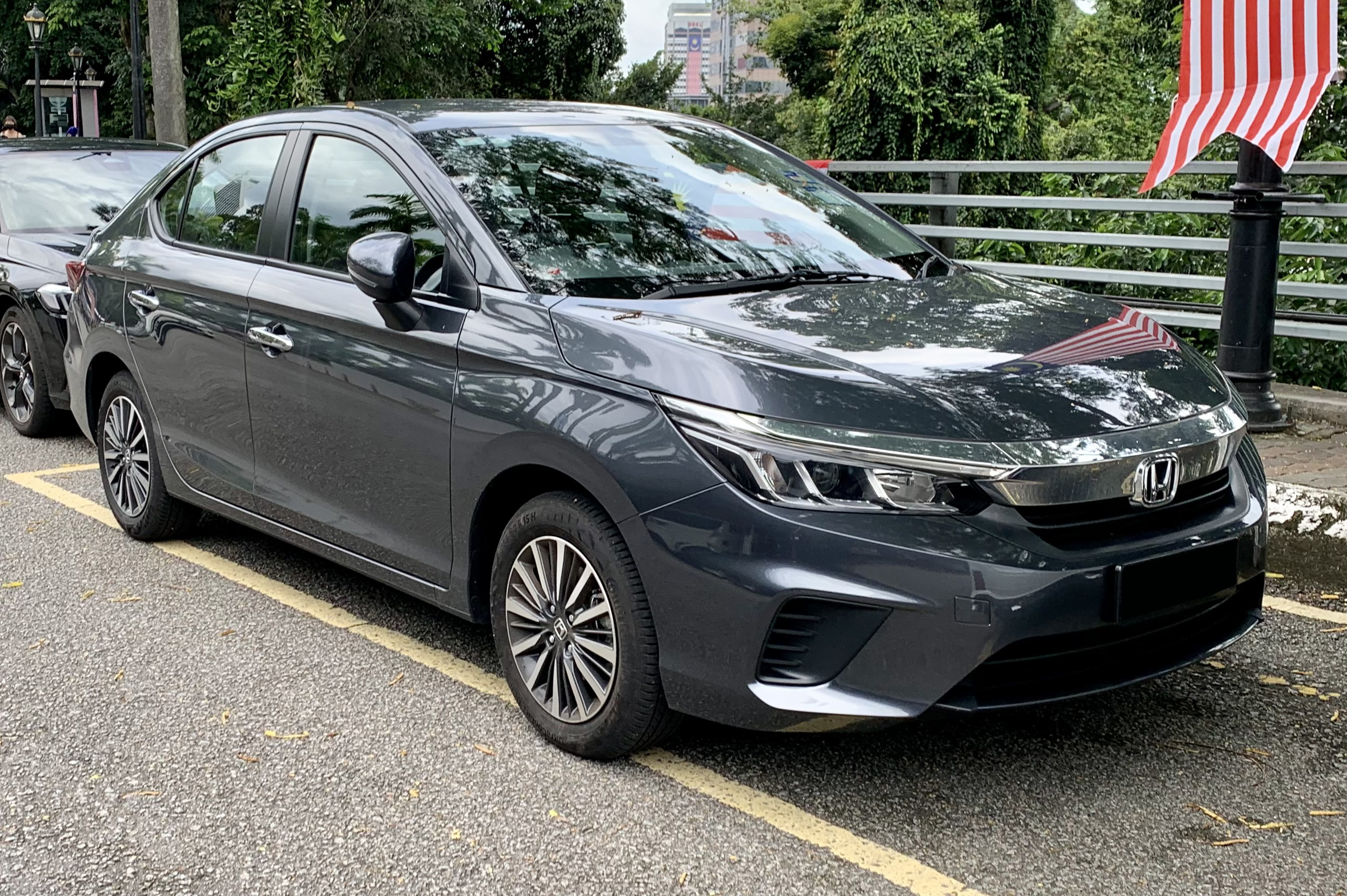
Sedán de 7.ª generación

### Ventas
| Año          | México |
| Año          | Sedan  |
| ------------ | ------ |
| 2015         | 12.329 |
| 2016         | 14,004 |
| 2017         | 7,716  |
| Total 34,049 |        |